# Caria trochilus
Espèce
Caria trochilus est une espèce de papillons de la famille des Riodinidae.

## Dénomination
Caria trochilus a été décrit par Wilhelm Ferdinand Erichson en 1849,.

## Liste des sous-espèces
Selon BioLib (16 janvier 2021) :
- Caria trochilus arete (C. & R. Felder, 1861) ; au Brésil et au Pérou
- Caria trochilus trochilus Erichson, 1849 ; en Guyane et au Guyana

## Description
Caria trochilus est un papillon d'une envergure autour de 27 mm à aile antérieure à bord costal bossu, de couleur marron, marqué de vert sur le corps, dans l'aire basale et dans l'aire discale des ailes antérieures côté bord costal et à l'angle anal des ailes postérieures.

## Écologie et distribution
Caria trochilus est présent au Brésil, au Guyana, en Guyane et au Pérou.